# 锡乌维尔阿格
锡乌维尔阿格（法語：Siouville-Hague，法語發音：[sjuvil aɡ]）是法国芒什省的一个市镇，属于瑟堡区。

## 地理
锡乌维尔阿格（49°33'29"N, 1°50'22"W）面积6.37 平方千米，位于法国诺曼底大区芒什省，该省份为法国西北部沿海省份，西、北、东北三面环大西洋，东起顺时针与卡爾瓦多斯省、奧恩省、马耶讷省和伊勒-维莱讷省接壤。
与锡乌维尔阿格接壤的市镇（或旧市镇、城区）包括：埃欧维尔、埃勒维尔、特雷欧维尔。

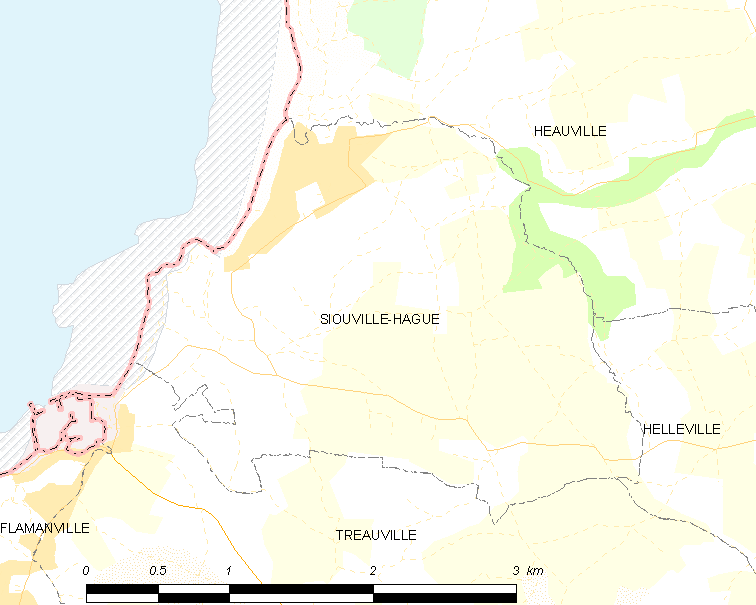
锡乌维尔阿格的OSM定位图

锡乌维尔阿格的时区为UTC+01:00、UTC+02:00（夏令时）。

## 行政
锡乌维尔阿格的邮政编码为50340，INSEE市镇编码为50576。

## 政治
锡乌维尔阿格所属的省级选区为莱皮约县。

## 人口

1962-2008年间锡乌维尔阿格人口变化图示

锡乌维尔阿格于2022年1月1日时的人口数量为936人。